# Устоміцети
Устоміцети або сажкові гриби (Ustilaginomycetes) — клас грибів з відділу Базидієві (Basidiomycota).
Плодові тіла відсутні, базидія одно- або багатоклітинна, виростає з товстостінної спочиваючої спори — телейтоспори. В циклі розвитку телейтоспора зазвичай виконує функцію зимуючої стадії, в якій гриб переносить несприятливі умови. Телейтоспори круглі або кулясті, зі щільною оболонкою чорного або фіолетового кольору, утворюються у великих кількостях у вигляді чорного пилу восени в уражених грибом органах рослини-господаря. Ці скупчення телейтоспор, або соруси, надають ураженим органам рослини обгорілий вигляд. Уражені органи перетворюються на сажкоподібну масу. Звідси походить назва хвороби, яку викликають устоміцети, або сажкові гриби — сажка. Базидіоспори здатні брунькуватися або попарно копулювати, утворюючи дикаріонтичний міцелій.
Зараження відбувається різними шляхами. Розрізнять три способи зараження рослин сажковими грибами:
1. Зараження відбувається під час проростання насіння: тверда сажка зернових культур, порошиста сажка кукурудзи.
2. Зараження відбувається в зав'язі під час цвітіння злаків. Характерний для порошистої сажки пшениці (Ustilago tritici) та ячменю (U. nuda).
3. Уражуються всі наземні органи рослини — господаря в молодому віці. Цей спосіб зараження характерний для пухирчастої сажки кукурудзи (Ustilago zeae).
Спочатку тривалий час зараження рослини сажковими грибами є непомітним зовні. Лише через деякий час можна помітити перші ознаки захворювання. Інкубаційний (прихований) період при різних сажкових хворобах різний (від 2-3 неділь до 3 років).
Міцелій сажкових грибів розростається переважно в живих клітинах рослини-господаря. Гіфи — тонкі безбарвні нитки в заражених клітинах утворюють гаусторії гроновидної форми. Формування спор у більшості сажкових грибів відбувається в тканинах різних частин квітки, плоду чи насіння (у деяких представників в тканинах надземних вегетативних органів).